# Der Tag wird kommen (2019)
Der Tag wird kommen (Originaltitel: The Day Shall Come) ist eine Komödie aus dem Jahr 2019. Regie führte der zweifache BAFTA-Preisträger Chris Morris, der zusammen mit Jesse Armstrong auch das Drehbuch schrieb. Die Hauptrollen übernahmen Marchánt Davis, Anna Kendrick und Danielle Brooks.

## Handlung
Der Anführer einer Gemeinschaft, Moses Al Shabaz, der Afroamerikaner vor weißen Gentrifizierern retten will, hat allerdings nur fünf Anhänger, darunter seine Frau und das gemeinsame Kind. Zur selben Zeit versucht das FBI, Terroristen zu fangen, bevor sie Attentate begehen. Nachdem eine Operation schiefgelaufen ist, setzt Agentin Kendra Glack einen ihrer bezahlten Informanten auf Al Shabaz an.

## Produktion
Der Tag wird kommen wurde 2017 und 2018 in der Dominikanischen Republik gedreht.

## Veröffentlichung
Seine Weltpremiere feierte Der Tag wird kommen beim South by Southwest im März 2019. In den Vereinigten Staaten kam der Film im September 2019 in die Kinos und in Großbritannien einen Monat später.

## Rezeption
Bei Rotten Tomatoes bekam der Film eine Zustimmungsrate von 64 Prozent, basierend auf 91 Kritiken. Bei Metacritic erreichte der Film eine Punktzahl von 70/100, basierend auf 21 Kritiken.